# Landvogtei Dilsberg

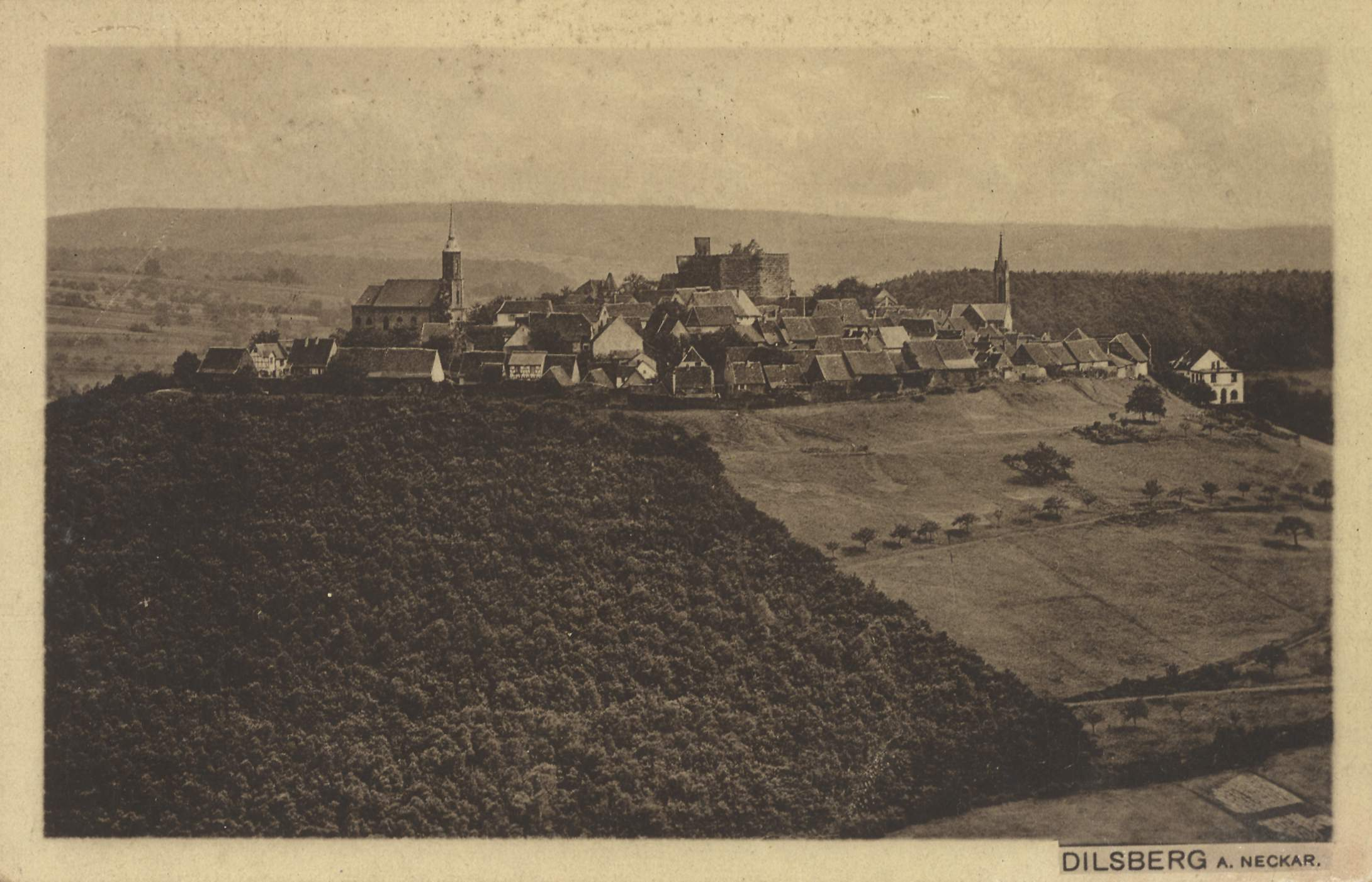
Blick auf Burg und Ort Dilsberg, Ansichtskarte von etwa 1900.

Die Landvogtei Dilsberg war eine von 1803 bis 1807 bestehende Verwaltungseinheit im Land Baden während der napoleonischen Zeit. Mit ihrem Namen bezog sie sich auf die Bergfeste Dilsberg, eine Burganlage südlich des Neckars mit einer gleichnamigen, ummauerten Ortschaft. Der Sitz des Landvogts lag außerhalb des Gebietes in Heidelberg.

## Lage und Gliederung
Das Gebiet der Landvogtei erstreckte sich auf den Kleinen Odenwald sowie den nördlichen Kraichgau und umfasste im Westen auch Teile der Oberrheinischen Tiefebene. Die Ortschaften waren infolge des Reichsdeputationshauptschlusses 1803 an Baden gefallen. Hauptsächlich hatten sie zuvor zum Oberamt Heidelberg in der aufgelösten Kurpfalz gezählt, der Rest hatte unter kirchlicher Landeshoheit, insbesondere des Hochstifts Speyer gestanden.
Im Rahmen der Verwaltungsgliederung Badens war sie der Provinz der Pfalzgrafschaft, auch Badische Pfalzgrafschaft genannt, zugeteilt. Das Amt des Landvogtes übernahm der vorherige Lahrer Oberamtmann, Johann Gottlieb Langsdorf.
Gegliedert war die Landvogtei zunächst in vier Untereinheiten (Einwohnerzahlen 1802):
- Das Amt Oberheidelberg mit 7.952 Einwohnern, südlich von Heidelberg zwischen Hardtwald im Westen, Bergstraße im Osten und Neckar im Norden.
- Das Amt Wiesloch mit 8.309 Einwohnern. Der Sitz der Verwaltung war zunächst im Schloss Rauenberg und hätte später nach Wiesloch verlegt werden sollen. Stattdessen wurde 1804 die Stadt, gemeinsam mit dem Ort Altwiesloch, zu Oberheidelberg umgesetzt, der Rest als Amt Kislau der Landvogtei Michelsberg unterstellt.
- Das Amt Neckargemünd am Unterlauf der Elsenz mit den Ortschaften der Meckesheimer Zent und Sitz in der Stadt Neckargemünd mit 9.992 Einwohnern. Hier lag mit Kleingemünd der einzige Ort der Landvogtei nördlich des Neckars.
- Das Amt Neckarschwarzach umfasste Ortschaften, die zuvor zur Stüber Zent gehört hatten, dazu das ehemals speyrische Waibstadt mit 8.353 Einwohnern.

## Weitere Entwicklung
Ausgelöst durch weitere terroritiale Zugewinne nach dem Frieden von Pressburg 1805 und dem Inkrafttreten der Rheinbundakte 1806 kam es zu einer Verwaltungsreform in Baden. Mit dem General-Ausschreiben über die Eintheilung des Großherzogthums Baden in Bezirke vom 1. Juli 1807 wurden die Landvogteien in ganz Baden aufgelöst. Das Amt Oberheidelberg wurde mit dem Amt Unterheidelberg und dem Stabsamt Waldeck, die der Landvogtei Strahlenberg zugeordnet gewesen waren, zu einem neuen Oberamt Heidelberg zusammengeschlossen. Die Ämter unterstanden nun unmittelbar der nächsthöheren Ebene, hier der Provinz des Unterrheins oder die Badische Pfalzgrafschaft. Sie standen sie am Anfang einer Entwicklung, die nach zahlreichen Zusammenführungen und Umstrukturierungen über die Bezirksämter letztlich zur Einrichtung der Landkreise Sinsheim, Heidelberg, Bruchsal und Mosbach führte. Die Ortschaften der Landvogtei Dilsberg liegen seit der Kreisreform 1973 großenteils im Rhein-Neckar-Kreis, einige auch im Landkreis Karlsruhe, im Neckar-Odenwald-Kreis oder im Stadtkreis Heidelberg.